# Jean-Louis Gassée
Jean-Louis Gassée (març de 1944 a París, França) és un executiu d'empresa. És conegut sobretot per substituir Steve Jobs com a director general del negoci de Macintosh d'Apple, on va treballar de 1981 a 1990. També va fundar Be Inc., creadors del sistema operatiu informàtic BeOS. Després de deixar Be Inc., es va convertir en president de PalmSource, Inc.

## Biografia
Nascut a París el 1944, Gassée es va incorporar a Hewlett-Packard el 1968, on va romandre fins al 1974. De 1974 a 1981 va ocupar el càrrec de director general de les filials europees de Data General i Exxon. El 1980 es va incorporar a Apple com a president de la secció responsable dels productes d'Apple i, el 1981, va esdevenir cap de la branca francesa d'Apple. Al llarg de dues dècades, va organitzar l'Apple Expo a França.

## Carrera
Gassée va treballar durant sis anys a Hewlett-Packard del 1968 al 1974, on va ser responsable de supervisar el llançament del primer ordinador científic de la companyia i el desenvolupament de la seva organització de vendes a França, abans de la seva promoció a Sales Manager Europe a Ginebra, Suïssa. De 1974 a 1981, Gassée va exercir com a director executiu de les filials franceses de Data General i Exxon Office Systems.
El 1981, Gassée es va convertir en director d'operacions europees d'Apple Computer. El 1985, després d'assabentar-se del pla de Steve Jobs per destituir el CEO John Sculley durant el cap de setmana del Memorial Day mentre Sculley era a la Xina, Gassée va informar el consell d'administració amb antelació, cosa que va provocar la dimissió de Jobs d'Apple.